# Elfriede Paul
Elfriede Paul (Colonia, 14 gennaio 1900 – Ahrenshoop, 30 agosto 1981) è stata un medico tedesco e combattente della resistenza contro il regime nazista. Di fede comunista e membro del gruppo antifascista dell'Orchestra Rossa, fu una tra i pochi membri del gruppo a sopravvivere alla prigionia della Gestapo. Fu responsabile della stesura delle politiche sanitarie per la Repubblica Democratica Tedesca.

## Biografia
Nata da un litografo in una famiglia della piccola borghesia, tra il 1905 e il 1915 studiò a Görlitz e ad Harburg. La visita al padre ferito durante la Grande Guerra, unita alla fame vissuta negli ultimi anni della stessa, la portarono a riflettere sul significato della guerra. Sognando una carriera da artista, si ispirò alle idee antroposofiche del filosofo austriaco Rudolf Steiner, ma infine scelse di intraprendere la carriera dell'insegnamento.
Nel 1917, dopo aver frequentato il liceo di Harburg per un anno, iniziò un corso di formazione per insegnanti. Frequentò il monastero di St. Johannis-Harvestehude ad Amburgo e sostenne l'esame di Stato per insegnanti nel 1921. Nel 1919 si unì alla Libera Gioventù Tedesca, ma rimase insoddisfatta dell'organizzazione e optò per la Lega Monista Tedesca (in tedesco Deutscher Monistenbund). Nel 1921 si iscrisse al Partito Comunista di Germania (KPD) dove trovò la spinta emotiva che stava cercando. Nel 1926 si laureò in medicina; nel biennio 1930-1931 lavorò a Vienna e nel 1933 superò lo Staatsexamen a Berlino. Tra il 1934 e il 1936 completò la formazione in medicina generale post-laurea e ottenne un posto di lavoro presso l'Istituto di Igiene dell'Università Humboldt di Berlino. Nel 1936 conseguì il dottorato di ricerca e nel 1954 ottenne l'abilitazione.
Nel luglio del 1933 ricevette una soffiata riguardo a una perquisizione in casa sua alla ricerca di testi considerati proibiti. Gli ufficiali della Sturmabteilung arrivarono alle 06:30 del mattino ma non trovarono nulla di illegale, e anzi, lei lasciò una copia del giornale Volkischer Beobachter ben in vista sulla sua scrivania per non destare sospetti.
Nel 1934 ottenne la licenza di medico. Tra il 1934 e il 1937 lavorò part-time presso l'Ufficio comunale di Berlino come medico scolastico per i bambini e contemporaneamente fu assistente presso l'Istituto di Igiene dell'Università di Berlino. Dal 1936 al 1939 lavorò come medico per l'organizzazione nazista della Lega delle ragazze tedesche. Nel 1936 si stabilì a Wilmersdorf come medico di medicina generale. Il funzionario della Camera della Cultura del Reich Hans Hinkel viveva allo stesso piano del suo studio. Dal 1936 al 1942 continuò la sua carriera di medico.

## Nella Resistenza

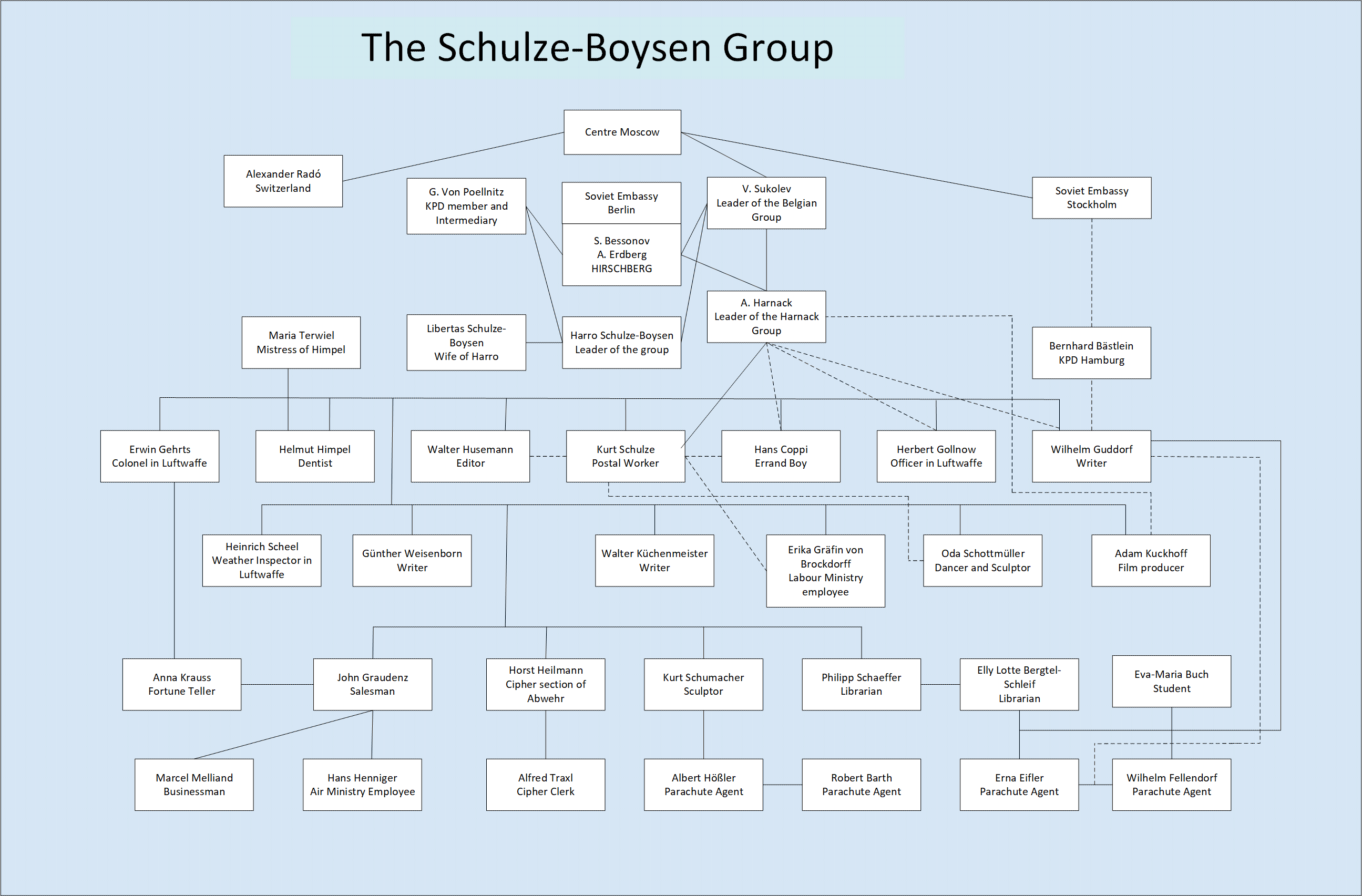
Il gruppo Schulze-Boysen

Alla fine del 1936 Libertas Schulze-Boysen e Walter Küchenmeister si misero in contatto con Paul su consiglio di Elisabeth Schumacher. Inizialmente diffidente, Paul acquisì gradualmente fiducia in loro, e quando Küchenmeister contrasse la tubercolosi durante i nove mesi di prigionia nel campo di concentramento di Sonnenburg, fu proprio Paul a curarlo: i due erano ormai in buoni rapporti e, nel marzo 1937, Küchenmeister abbandonò la moglie per trasferirsì a casa di Paul, che si occupò anche dell'educazione dei due figli nati dalla precedente relazione.
A partire dal 1937 il gruppo iniziò a diffondere volantini e opuscoli dalla sala d'attesa dell'ambulatorio di Paul a Wilmersdorf, utilizzando le informazioni sulla guerra civile spagnola ricevute da Harro Schulze-Boysen. Il gruppo si rivolse agli amici e ai conoscenti nel tentativo di sensibilizzarli sul "comportamento animalesco" tenuto dai nazisti. La segretezza fu un aspetto essenziale dell'attività, persino procurarsi la carta e i francobolli diventò difficile. Paul si spostava in auto con la scusa di tenere visite a domicilio e spediva volantini anonimi accuratamente camuffati con indirizzi di cassette postali lontane.
Nell'aprile del 1939 la tubercolosi di Küchenmeister raggiunse uno stadio talmente avanzato che la Paul gli consigliò di frequentare un sanatorio, raccomandandogli l'aria alpina: fu per questo motivo che Küchenmeister, Paul e gli Schumacher si recarono a Leysin, in Svizzera, dove rimase sette mesi per sottoporsi alle cure mediche. Paul gli scrisse cinque volte nel corso della sua degenza.

### Arresto
Il 16 settembre 1942 due agenti della Gestapo arrestarono Paul, Küchenmeister e suo figlio Rainer. Sia Paul che Rainer furono condotti in carcere ad Alexanderplatz. Il 6 febbraio 1943, Paul fu condannata dal Reichskriegsgericht a sei anni di prigione per "preparazione all'alto tradimento" e imprigionata prima nel carcere femminile di Charlottenburg, poi nel carcere femminile di Cottbus e infine nel carcere femminile di Lipsia-Kleinmeusdorf.
Küchenmeister, invece, fu destinato al campo di concentramento di Dachau, condannato a morte dal Reichskriegsgericht per l'appartenenza all'organizzazione dell'Orchestra Rossa e giustiziato il 13 maggio 1943 nella prigione di Plötzensee a Berlino. In base al principio nazista del Sippenhaft, ossia il principio della condivisione della responsabilità di un crimine da parte della famiglia, fu imprigionato anche il figlio Rainer nel campo di concentramento di Moringen. Nel marzo 1945 Rainer fu arruolato in un battaglione dello Strafbataillon, riuscendo a sopravvivere alla guerra.
Nel febbraio 1945 la Paul fu trasportata in un carro bestiame a Lipsia insieme ad altre 300 donne. Durante la prigionia le fu permesso di lavorare nell'ospedale della prigione dove trovò 300 pazienti donne colpite da diverse malattie e in attesa di cure in un luogo pieno di parassiti. Lì contrasse la tubercolosi al polmone sinistro. A causa dei bombardamenti, fu impossibile seppellire i morti, così fu stabilito di accatastare i cadaveri in un capannone dell'ospedale.

## Nel dopoguerra
Il 7 maggio 1945 Paul fu liberata insieme agli altri prigionieri dalla 2nd Infantry Division statunitense. Tornò a Berlino, città ormai distrutta dai bombardamenti, e riprese a lavorare come medico, ma trovò difficile visitare i suoi pazienti sparsi nelle zone di occupazione statunitense e sovietica, così decise di andare a vivere con la sorella Elsbeth a Burgdorf. Durante questo periodo lavorò alla riforma del KPD ad Hannover e nei distretti circostanti, mentre i suoi colleghi tornavano dai campi di concentramento e dalle prigioni.
Dopo una vacanza di due settimane decise di stabilirsi a Burgdorf, nel contempo il KPD chiese il suo aiuto data la carenza di personale dell'ufficio di Hannover. Nel 1945 Paul aprì uno studio e curò i pazienti di Camp Ohio, un grande campo di reinsediamento vicino a Burgdorf con centinaia di donne, bambini e anziani. Un anno dopo divenne Ministro dell'Edilizia, del Lavoro e del Welfare dello Stato di Hannover come membro del Landtag del Partito Comunista di Germania. L'incarico durò solo un anno poiché Hannover si trovava nella zona di occupazione britannica e venne integrata nella Bassa Sassonia nel 1946, di conseguenza la carica di Paul come membro dell'assemblea fu abolita e il 1º maggio 1947 ritornò a Berlino.
Nei due anni successivi diresse la Divisione per l'assistenza sanitaria sul lavoro della Commissione Economica Tedesca. L'anno seguente fu direttrice sanitaria dell'Istituto di previdenza di Berlino. Nel 1950 tornò a lavorare presso l'Istituto di igiene dell'Università di Berlino dove fu già assistente prima della guerra. Mantenne questa posizione fino al 1954, quando fu nominata capo dell'Ispettorato per la salute sul lavoro del Dipartimento della Salute del Comune di Berlino. Nel 1956 fu nominata alla cattedra di Igiene sociale presso l'Istituto dell'Accademia medica di Magdeburgo, oggi Università Otto von Guericke di Magdeburgo.
Nel 1957 ottenne anche la cattedra di medicina del lavoro presso l'Accademia medica di Magdeburgo. Dal 1960 fu anche consigliere comunale di Magdeburgo. Andò in pensione nel 1964.

## Riconoscimenti e onorificenze

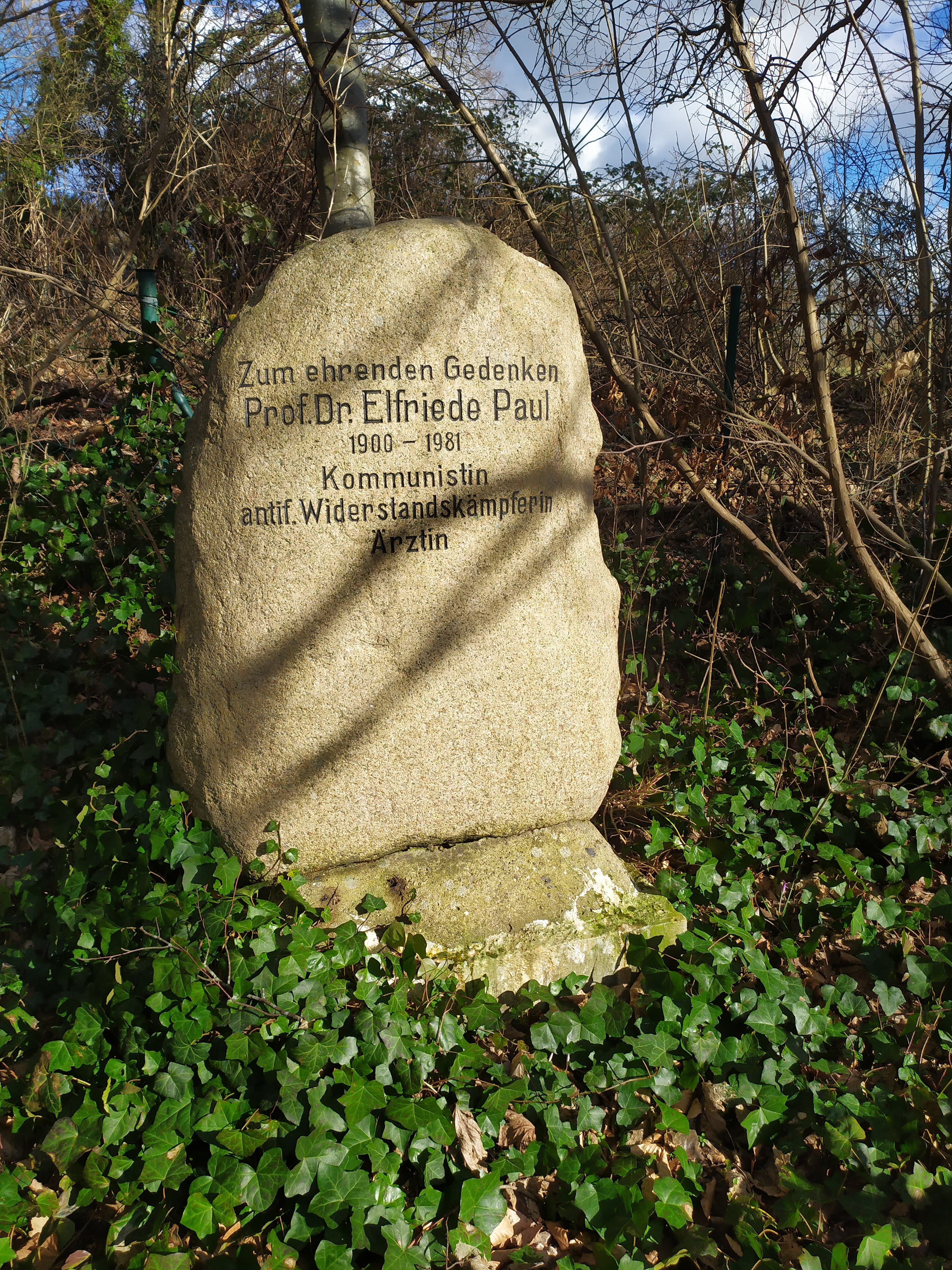
Lapide posizionata ad Ahrenshoop

Paul ricevette la maggior parte delle onorificenze negli anni '60 e '70. 
- Ad Hannover una strada porta il suo nome, la Elfriede-Paul-Allee;
- A Templin le è stata intitolata una casa di accoglienza per bambini;
- Il 13 ottobre 2010 una pietra d'inciampo è stata posta davanti alla sua ultima abitazione prima dell'arresto da parte della Gestapo a Wilmersdorf.[18]

## Opere (selezione)
- (DE) Elfriede Paul, Untersuchungen über Ursachen und Dauer der Arbeitsunfähigkeit bei der Frau; Analyse der gesundheitlichen Lage der werktätigen Frauen auf Grund von Erhebungen in sechs Berliner Betrieben., Berlino, Verlag Volk und Gesundheit, 1956, OCLC 14663198.
- (DE) Elfriede Paul, Renate Braun e Berlin Verlag Volk und Gesundheit, Gesundheitsschutz, in Lehrbuch für die medizinische Fachschulausbildung, 1979, OCLC 5764963.
- (DE) Paul Elfriede, S Kruschwitz e S Zunk, Gesundheitsschutz der Frau in unserer Landwirtschaft, in Medicus:kleine medizinische Bücherei für alle, Berlino, Verlag Volk u. Gesundheit, VEB, 1974, OCLC 1672864.
- (DE) Paul Elfriede, Organisation des Gesundheitsschutzes in der Deutschen Demokratischen Republik Einf. f. Lernende an medizin. Schulen, Berlino, Verl. Volk u. Gesundheit VEB, 1968, OCLC 73845723.
- (DE) Paul Elfriede, Silikose und Silikatose Zusammenstellg v. Arbeiten aus d. sowjet. Zeitschriftenliteratur, Berlino, Verl. Volk u. Gesundheit, 1954, OCLC 72194641.
- (DE) Elfriede Paul, Gesundheitliche und soziologische Probleme der berufstätigen Mutter: Arbeitstagung mit internationaler Beteiligung vom 27. - 29. Oktober 1966, Rostock, Rostock, Deutsche Gesellschaft für die Gesamte Hygiene ; Ges. für Gesundheitsschutz, Sekt. Hygiene u. Gesundheitsschutz d. Frau, 1967, OCLC 314021388.
- (DE) Elfriede Paul e Felix P N Schennetten, Einführung in die kardiologische Dispensairebetreuung als Grundlage zur Rehabilitation, Berlino, VEB Verlag Volk und Gesundheit, 1959, OCLC 14623203.
- (DE) Paul Elfriede e Franziska Lambert, Frau und Volkshochschule, in Bausteine der Volkshochschule, H. 9., Braunschweig, Westermann, 1947, OCLC 73618882.
- (DE) Paul Elfriede, Grundzüge der Arbeitshygiene: Eine Schrift f. nichtärztl. Mitarb. d. Betriebsgesundheitswesens, Berlino, Verl. Tribüne, 1956, OCLC 73618887.
- (DE) Paul Elfriede, Untersuchungen über Ursachen und Dauer der Arbeitsunfähigkeit bei der Frau., Berlino, Verl. Volk u. Gesundheit, 1956, OCLC 252051007.